# .cymru
.cymru는 .wales와 함께 웨일스의 두 지리적 최상위 도메인(GeoTLD) 중 하나이다. Cymru라는 단어는 웨일스어로 웨일스를 의미한다.

## 제안 및 사용
이 최상위 도메인은 영국의 인터넷 레지스트리 회사인 노미넷이 제안했으며, 노미넷은 1996년부터 영국(.uk)의 도메인을 운영해 왔다. 이 제안은 처음에는 웨일스 기반의 비영리 단체인 dotCYM이 제안한 .cym과 충돌했는데, 이 단체는 웨일스어와 웨일스 문화를 지지한다. (.cym은 결국 케이맨 제도에 할당되었다.)
2014년 6월, ICANN은 도메인 이름에 대한 최종 승인을 내렸고, 새로운 도메인의 단계적 출시가 시작되었다. 처음에는 상표권자에게 새로운 도메인을 제공했으며, 원래 2015년 봄부터 전체 이용이 가능하도록 계획되었다.
2014년 9월 30일, 세네드의 리위드(Llywydd of the Senedd)는 세네드(웨일스 의회) 웹사이트 및 기타 사이트를 웨일스에 특화된 지리적 최상위 도메인인 새로운 ".cymru" 및 ".wales" 도메인으로 공식적으로 이전했다. 웨일스 온라인, 데일리 포스트, 웨일스 럭비 유니언, 밀레니엄 스타디움, Golwg360, Bloc, Gwalia, Atlantic PLC, Orchard 및 Portmeirion 등도 도메인으로 전환했다. 이 도메인은 성 데이비드의 날인 2015년 3월 1일부터 모든 사람이 이용할 수 있게 되었다.

## 같이 보기
- .scot
- .bzh
- .cat
- .eus
- .gal
- .quebec